# В старой Аризоне
«В старой Аризоне» — чёрно-белый художественный фильм 1928 года, драматический вестерн, над которым совместно работали режиссёры Ирвинг Каммингс и Рауль Уолш. В главных ролях задействованы Уорнер Бакстер, Эдмунд Лоу и Дороти Бёрджесс.
Фильм номинировался на пять статуэток премии «Оскар» в категориях «Лучший фильм», «Лучшая режиссёрская работа» (Ирвинг Каммингс), «Лучшая мужская роль» (Уорнер Бакстер; единственная выигранная статуэтка), «Лучшая операторская работа» (Артур Эдисон) и «Лучший адаптированный сценарий» (Том Барри).

## Сюжет
Сержант Микки Данн (Эдмунд Лоу) уже несколько месяцев пытается засадить за решетку известного преступника Сиско Кида (Уорнер Бакстер). Кид тратит большую часть украденных денег на любимую женщину Тонью (Дороти Бёрджесс), которая изменяет ему в его отсутствие. Тонья знакомится с Данном и узнает, что за голову её любовника Кида поручено большое вознаграждение. Она решает воспользоваться этим и объединяется с сержантом…

## В ролях
| Актёр                     | Роль               |
| ------------------------- | ------------------ |
| Уорнер Бакстер            | Сиско Кид          |
| Эдмунд Лоу                | сержант Микки Данн |
| Дороти Бёрджесс           | Тонья Мария        |
| Джозеф Фаррелл Макдональд | пассажир           |
| Генри Арметта             | брадобрей          |

## Съёмки
Фильм снимался в национальных парках Брайс-Каньон и Зайон, а также в пустыне Мохаве. В качестве режиссёра рассматривался Рауль Уолш, который хотел также сняться в роли Сиско Кида. Планам Уолша не суждено было сбыться: в автокатастрофе актёр потерял правый глаз и на восстановление ушли месяцы.